# Lilit
Lilit je ženski mezopotamski nočni demon, za katerega so verjeli, da sovraži otroke moškega spola. 

## V Svetem pismu
Beseda se pojavi enkrat. To pomeni, nočna ptica.
Izaija 34:14 Zbirale se bodo divje mačke in hijene, kozjenogi bo srečaval svojega tovariša. Tam bo ždela vešča, našla si bo kraj počitka.

## Judovski miti
Hebrejsko לילית lilit in akadsko līlītu sta ženska pridevnika iz proto-semitskega korena LYL »noč«. Nočni demon ali žival, prevedena kot onokentauros v Septuaginti kot lamia, v različici Svetega pisma Kralja Janeza kot kričeča sova, v Talmudu kot Midraš, se v mnogih primerih pojavlja kot prva žena Adama. Legenda, ki povezuje Lilit s svetopisemskimi zgodbami naj bi se pojavila v srednjem veku. Zgodba o Lilit je povezana s seksualnostjo. Bog je najprej ustvaril Adama kot hermafrodita in to telesno in duševno. Za uspešno razmnožitev je prej skupno dušo in telo razločil na moža in ženo. Ustvaril je Lilit, prvo Adamovo ženo da bi mu rodila otroke. Lilit se je čutila pred Adamom zapostavljena in neenakopravna, otrok ni hotela roditi, pač pa je odšla v podzemlje – Had, kjer se je spečala s Satanom in rodila demone. Demoni so povezani z astrološkimi nebesnimi znaki Zodiaka, letnimi časi na Zemlji in meseci v letu, kot sledi;
- Januar z demonom Belialom,
- Februar z demonom Leviatanom,
- Marec z demonom Satanom,
- April z demonom Belfegorom,
- Maj  z demonom Luciferjem,
- Junij z demonom Berithom,
- Julij z demonom Belcebubom,
- Avgust z demonom Aštarto,
- September z demonom Tamuzom,
- Oktober z demonom Baalom,
- November z demonom Asmodijem,
- December z demonom Molohom.

Z nastopom krščanstva naj bi ti demoni izginili, saj je Kristus premagal smrt in Had. Krščanstvo pozna Adama in njegovo drugo ženo Evo v raju, kjer ne rojeva demonov. Vseeno kaže da se še pojavljajo. Demonologija je ezoterična znanost, ki se ukvarja z demoni.